# Glen Rebka
Glen Rebka (19. září 1931 – 13. ledna 2015) byl americký fyzik.

## Život
Rebka začal v roce 1953 studovat na Harvardově univerzitě, kde v roce 1961 získal doktorát. Od roku 1961 působil na Yaleově univerzitě. V roce 1970 přešel na University of Wyoming, kde byl v letech 1983–1991 vedoucím fakultního oddělení fyziky a od roku 1997 emeritním profesorem.
Kromě své akademické kariéry se věnoval i výzkumu v oblasti fyziky elementárních částic v národní laboratoři v Los Alamos na University of Wyoming založil astrofyzikální fakultu.
V roce 1960 provedl Glen Rebka společně s Robertem Poundem slavný Poundův–Rebkův experiment v němž za pomoci Mössbauerova jevu změřili gravitační rudý posuv záření z gama zdroje v gravitačním poli Země. Pound a Rebka použili na Harvardově univerzitě Jeffersonovu věž, která je vysoká pouhých 22,6 metru. Experiment byl součástí Rebkovy disertační práce, kterou Pound vedl.
V roce 1965 oba vědci obdrželi Eddingtonovu medaili.